# Glironia venusta
Glironia venusta е вид опосум от семейство Didelphidae. Видът се среща в Боливия, Бразилия, Колумбия, Еквадор и Перу.

## Описание
Малкият торбест бозайник е с тегло едва от около 104 грама. Тялото му е с дължина 16 -20 cm, а опашката е дълга до 23 cm. Характерно при тях, е че за разлика от останалите опосуми опашката е окосмена. Космената покривка на тялото е гъста и копренино мека с канелен цвят. В областта на корема и гърдите изсветлява. По главата от носа през очите и назад минават две черни ивици. Външно видът наподобява на представителите от род Marmosa.

## Хранене
Представителите на вида консумират насекоми, плодове, семена и дори яйца. Видът е предимно дървесен и слиза на земята само за да събира храна.

## Подвидове
- Glironia venusta aequatorialis
- Glironia venusta criniger
- Glironia venusta venusta